# Du känner mej
Du känner mej utkom 1979 och är ett album med den kristna sångaren Artur Erikson. På den här skivan medverkar ingen orkester. Här är det istället Artur Erikson själv som står för både sång och musik, och där piano är det enda förekommande musikinstrumentet.

## Låtlista

### Sida 1
1. Du känner mej
2. Jag tackar dig Herre Gud
3. Liksom du har räknat
4. I Gud min själ som svan på havet vilar
5. Du är ej ensam
6. Kom
7. Där hemma hos min Jesus
8. Så älskade Gud världen
9. Strålande hem i fjärran

### Sida 2
1. Hur ljuvligt mången gång
2. Skapa i mig o Gud ett hjärta rent
3. Jesus gör mig stilla
4. I himlen är jag väntad
5. Som liljan på sin äng
6. Ack saliga, saliga
7. Säll är den själ som i Herren
8. Davids psalm 23